# Ronaldo Rosas
Ronaldo Rosas es un periodista y presentador de televisión brasilero.

## Trayectoria
Trabajó en la Rede Globo, donde a veces presentaba el Jornal Nacional. También conducía otros telediarios en la TV Manchete, como ser Jornal da Manchete, Câmera Manchete, Programa de Domingo, y Manchete Verdade, así como fue locutor de las noticias de Río de Janeiro y de Brasília, y del Jornal Bandeirantes en la TV Bandeirantes, junto con Ferreira Martins.
También ha tenido participación en NBR Manhã, NBR Entrevista, Plantão NBR, NBR Notícias, NBR Noite, y Notícias de Brasília, en la NBR (Televisión Nacional de Brasil) y en la TVE Brasil, presentando los telediarios Edição Nacional, Primeiro Time, Observatório da Imprensa, y Rede Brasil.